# Dialectica japonica
Dialectica japonica är en fjärilsart som beskrevs av Tosio Kumata och Hiroshi Kuroko 1988. Dialectica japonica ingår i släktet Dialectica och familjen styltmalar. Inga underarter finns listade i Catalogue of Life.